# Adolf Weil
Adolf Weil (Heidelberg, 1848 – Wiesbaden, 1916) è stato un medico tedesco.
Fu per lungo tempo (1886-1916) docente di medicina all'ateneo di Dorpat. È fondamentalmente ricordato perché fornì la prima descrizione della cosiddetta sindrome di Weil.